# Aucán Huilcamán Paillama
Aucán Huilcamán Paillama (Lumaco, província de Malleco, Araucania, 31 de gener de 1965) és un activista polític maputxe xilè. Des de 1990 és el portaveu (werkén) del Consell de Totes les Terres.

## Trajectòria

### Joventut iwerkénd'Admapu
Va néixer a la comunitat maputxe de Collimque, situada a la comuna de Lumaco, província de Malleco, Araucania. El seu pare va ser José Luis Huilcamán, lonco de Collinque mort el 2005, i la seva mare va ser Claudina Paillama, morta el 2003. Va estudiar a l'Escola Gabriel Mistral.
Durant la Dictadura militar a Xile (1973-1989) —liderada per Augusto Pinochet— va ser testimoni de violacions als drets humans comeses en contra de comuners maputxes, entre ells el seu pare. A finals de la dècada de 1980, va ser dirigent de l'organització Admapu, entitat fundada pel seu pare el 1979, en la qual va exercir com a werkén.

### Werkéndel Consell de Totes les Terres

Bandera maputxe creada per Huilcamán i el Consell de Totes les Terres el 1992.

El 1990 va ser un dels fundadors del Consell de Totes les Terres (Aukiñ Wallmapu Ngulam), i des d'aleshores assumeix la funció de werkén permanent per representar a l'organització i al poble maputxe en instàncies internacionals com l'Organització de les Nacions Unides (ONU) i l'Organització dels Estats Americans (OEA).
Va estudiar tres anys de Dret a la Universitat Autònoma del Sud, a Temuco. No obstant això, va haver de congelar els seus estudis el 1992. Durant aquell any, el Consell de Totes les Terres va dur a terme una sèrie de protestes i manifestacions en el marc del V Centenari del Descobriment d'Amèrica per part de Cristòfor Colom, com ara la creació de l'actual bandera maputxe, la recuperació de terres i la formació d'un «parlament maputxe», fet que per això últim va ser acusat i condemnat, juntament amb altres 140 comuners maputxes, de participar en una associació il·lícita. La sentència va ser dictada en primera instància l'11 de març de 1993, confirmada per la Cort d'Apel·lacions de Temuco el 6 de setembre de 1994, i va ser objecte d'un recurs de reposició rebutjat per la Cort Suprema de Xile el 27 de març de 1996.
El setembre de 1996, després d'aquella decisió de la justícia xilena, va presentar una petició davant la Comissió Interamericana de Drets Humans (CIDH), denunciant una «injusta persecució judicial» i violació dels drets humans als processaments per part de l'Estat xilè, cas que va ser anomenat «Aucan Huilcamán i altres v. Xile». La petició va ser admesa per la CIDH en el seu informe del 27 de febrer de 2002.
Després de realitzar estudis sobre Dret internacional humanitari a Roma i Ginebra, va treballar a l'ONU entre 1993 i 1999. A inicis de 2001 va integrar la Comissió Veritat Històrica i Nou Tracte convocada pel president Ricardo Lagos, que va ser creada amb la finalitat d'assessorar el govern xilè en relació amb una política sobre els pobles indígenes, la qual va lliurar un informe a Lagos el 28 d'octubre de 2003.

### Candidatura presidencial i activitats posteriors

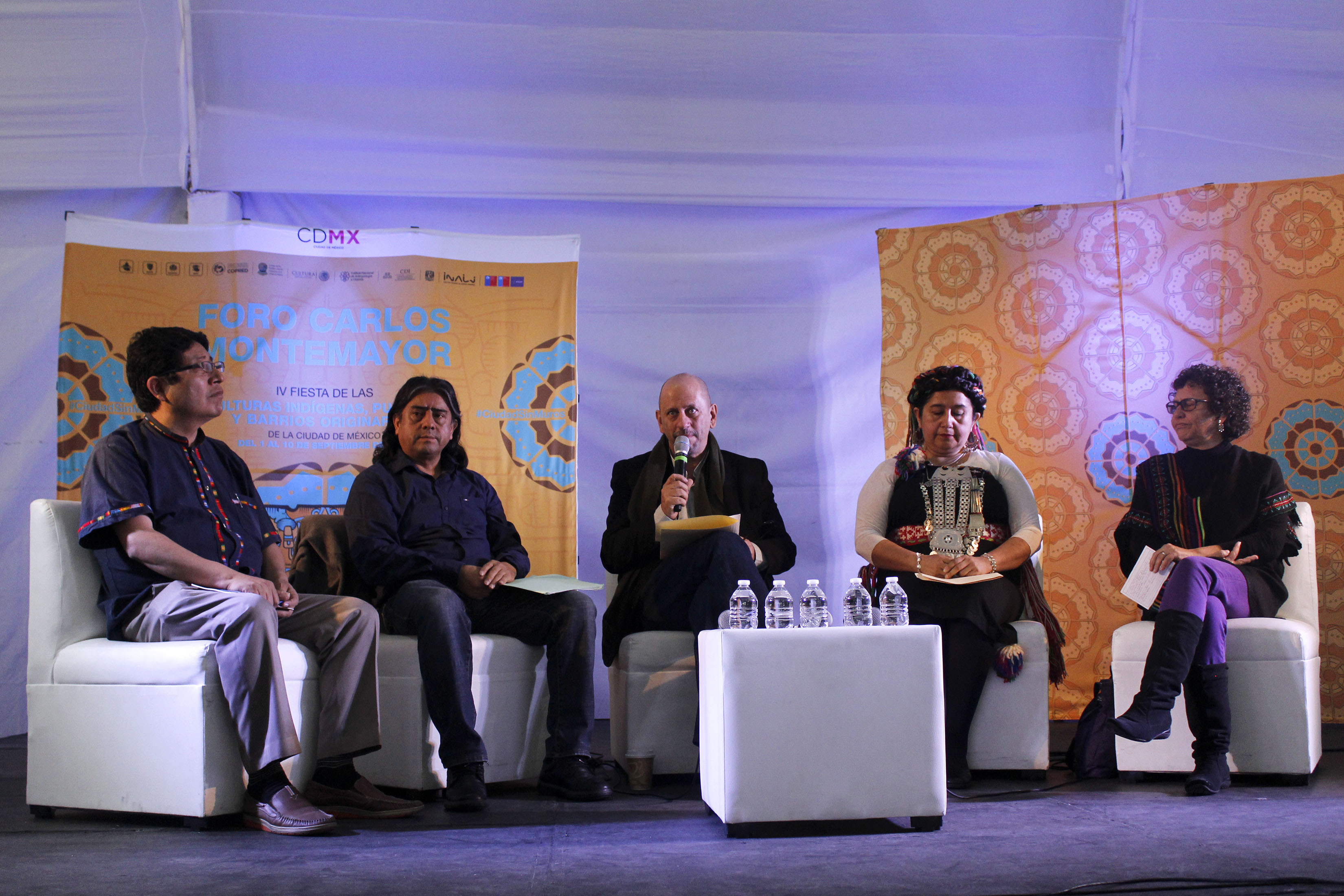
Huilcamán (segon d'esquerra a dreta) com a expositor a la IV Festa de les Cultures Indígenes, Pobles i Barris Originaris de la Ciutat de Mèxic (2017).

El 2005 va recuperar els seus drets polítics i va intentar ser candidat a la presidència de la República de Xile en l'elecció presidencial d'aquell any, secundat pel moviment Xarxa Indígena i Popular. No obstant això, la seva inscripció com a candidat va ser rebutjada el setembre pel Servei Electoral de Xile perquè no complia amb el requisit legal mínim de signatures acreditades davant de notari per a una candidatura independent. El govern va presentar un projecte de llei per a ampliar el termini d'inscripció de candidatures —coneguda com a «Llei Huilcamán»— però el seu tràmit va fracassar a la Cambra de Diputades i Diputats de Xile.
El 2008 va reprendre els seus estudis de dret i el 2012 es va diplomar. El 2013 va ser un dels principals dirigents maputxes del «Pacte Maputxe per l'Autodeterminació» que va organitzar dues trobades en el Cerro Ñielol. El 2016 va ser nominat al Premi Nacional dels Drets Humans.
El 2017 va anunciar la futura creació d'un «govern maputxe autònom», i va ser candidat a senador per l'Araucania a les eleccions parlamentàries de novembre d'aquell any, en representació del Front Ampli, si bé no va resultar elegit. El 2019 va exigir un control basat en l'ètnia dels qui haurien de poder entrar a la zona en conflicte i a més va demanar «una consulta per a impedir l'ingrés de persones foranes en regions que habiten maputxes».